# Jay Thomas (Musiker)
Jay Thomas (* 1949 in Seattle) ist ein US-amerikanischer Jazzmusiker (Trompete, Flügelhorn, Saxophone, Flöten), der in der Tradition von Multiinstrumentalisten wie Benny Carter und Ira Sullivan steht.

## Leben und Wirken
Jay Thomas’ Vater war Trompeter in Seattle, der mit Jack Sheldon die Schule besuchte und stark vom Bebop geprägt war. Entsprechend wuchs Jay mit der Musik von Art Blakey, Clifford Brown und Miles Davis auf. Nach der Highschool, während der er mit Seattler Musikern wie Jack Brownlow, Floyd Standifer und Freddie Greenwell gespielt hatte, besuchte er die Berklee School of Music. Danach zog er nach New York, setzte seine Studien fort und spielte u. a. mit Machito und James Moody. Mitte der 1970er Jahre lebte er in der San Francisco Bay Area, 1978 kehrte er nach Seattle zurück, spielte u. a. im Parnell’s Jazz Club mit George Cables, Charles McPherson, Bill Mays, Harold Land, Diane Schuur und Slim Gaillard (The Legendary McVouty, 1982). unter eigenem Namen veröffentlichte er Easy Does It (Discovery Records) und Blues for McVouty bei Stash Records, bei dem er von Cedar Walton und Billy Higgins begleitet wurde.
Als Sessionmusiker wirkte er bei über 60 Alben mit, zu hören u. a. bei Aufnahmen von Buck Clayton, Herb Ellis (Roll Call 1991), Bud Shank (On the Trail) und Jessica Williams (Joy 1996). Ferner spielte er in den Bigbands von Mel Lewis, Maria Schneider, Bill Holman und Frank Wess, auf Festivals mit Red Rodney, Ira Sullivan, Herb Ellis, Jake Hanna und Chuck Israels.

## Diskografische Hinweise
- 360 Degrees (Hep Records, 1992)
- Rapture (Jazz Focus, 1994)
- 12th and Jackson Blues (McVouty Records, 1999)
- Song for Rita (Merrimack, 2000)
- Live at Tula’s, Volume 1 and Volume 2 (McVouty Records, 2001)
- Streams of Conciousness (Pony Boy, 2007) mit John Stowell
- The Cats – Neo-Boogaloo (Pony Boy, 2013), mit John Hansen, Chuck Kistler, Adam Kessler
- Soul Summit! Live at Mr. Kenny’s - Dedicated to Kenny Dorham (Cug, 2013), mit Yoshirō Okazaki
- Jay Thomas with the Oliver Groenewald Newnet: I Always Knew (Origin, 2018)